# Lullabies for the Dormant Mind
| Оценки критиков                     | Оценки критиков |
| Источник                            | Оценка          |
| ----------------------------------- | --------------- |
| About.com                           | [ 1 ]           |
| AllMusic                            | [ 2 ]           |
| Alter the Press                     | [ 3 ]           |
| The Heaviest Matter of the Universe | [ 4 ]           |

Lullabies for the Dormant Mind — второй студийный альбом канадской металкор-группы The Agonist, вышедший в 2009 году. Диск был спродюсирован Кристианом Р. Дональдсоном (Cryptopsy, Mythosis). Альбом демонстрирует более разнообразное звучание, чем дебютный альбом The Agonist благодаря влиянию в особенности классической музыки, оперы, грайндкора, трэш- и блэк-метала. В этом альбоме присутствуют такие гости, как скрипач Avi Ludmer (Mahogany Rush) и оркестровка пианистов Melina Soochan и Jonathan Lefrancois-Leduc (Blackguard). В 2009 году группа выпустила два видеоклипа из этого альбома: «…And Their Eulogies Sang Me to Sleep» и «Thank You, Pain».

## Стиль
Lullabies for the Dormant Mind включает больше метала, больше агрессивной гитары и барабана наряду с более гортанным вокалом, чем Once Only Imagined.

## Список композиций
Слова и музыка всех песен — The Agonist.
| №                   | Название                                            | Длительность |
| ------------------- | --------------------------------------------------- | ------------ |
| 1.                  | «The Tempest (The Siren's Song; The Banshee's Cry)» | 4:46         |
| 2.                  | «...And Their Eulogies Sang Me to Sleep»            | 3:32         |
| 3.                  | «Thank You, Pain»                                   | 3:44         |
| 4.                  | «Birds Elope with the Sun»                          | 4:29         |
| 5.                  | «Waiting Out the Winter»                            | 4:03         |
| 6.                  | «Martyr Art»                                        | 4:31         |
| 7.                  | «Globus Hystericus»                                 | 3:41         |
| 8.                  | «Swan Lake (A Cappella)»                            | 2:53         |
| 9.                  | «The Sentient»                                      | 3:39         |
| 10.                 | «When the Bough Breaks»                             | 4:13         |
| 11.                 | «Chlorpromazine»                                    | 4:07         |
| Общая длительность: | Общая длительность:                                 | 43:22        |

| №   | Название                                                               | Длительность |
| --- | ---------------------------------------------------------------------- | ------------ |
| 12. | «Monochromatic Stains» (Dark Tranquillity Cover, Japanese Bonus Track) | 3:33         |

## Над альбомом работали
The Agonist
- Алисса Уайт Глаз — Вокал
- Дэнни Марино — Гитара
- Крис Келлс — Бас-гитара, Бэк-вокал
- Саймон МакКей — Ударные

Производство
- Кристиан Дональдсон — Продюсер
- Юри Рэймон — Вокал
- Ави Лудмер — Скрипка
- Мелина Сушан — Пианино
- Натали Шау — Обложка
- Джонатан Лефрансуа-Леду — Пианино

## Позиции в чартах
| Чарт (2012)           | Позиция |
| --------------------- | ------- |
| Japanese Albums Chart | 174     |